# ß

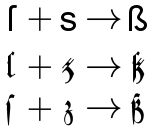
La ligadura Eszett en antiqua, textura y fraktur.

Distintos glifos de la ß.

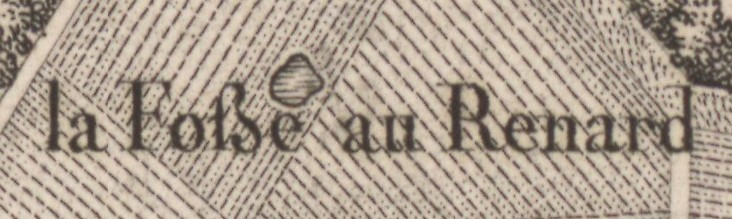
La ß en un mapa francés de 1807.

La letra ß (mayúscula: ẞ) (no confundir con la letra latina B, con la letra cirilica В ni con la letra griega beta: β) es una letra específica del alfabeto alemán. Se denomina Eszett [ɛsˈtsɛt] ('ese-zeta') o scharfes S [ˈʃaʁfɛsˈɛs] ('ese áspera'). Se originó en la ligadura de dos eses consecutivas, una de grafía alta (ſ) y otra normal (s), o de una s larga y una z en forma gótica (ʒ), a la manera en que la ñ representa la ligadura de dos enes.
Como no aparece jamás a comienzos de palabra, la ß existía solamente en versión minúscula; en textos escritos exclusivamente en mayúscula se solía sustituir por dos eses, lo mismo que en todos aquellos casos en que este carácter no estuviera disponible en una tipografía. En abril de 2008 se introdujo una variante mayúscula en el Unicode versión 5.1, cuyo grafema es ẞ. El 29 de junio de 2017, el Consejo para la ortografía del alemán (Rat für deutsche Rechtschreibung, RDR, en alemán) introdujo oficialmente la versión mayúscula de la letra en el alfabeto alemán.
Tanto ß como ss se pronuncian parecidos al fonema español s, sin vibración de las cuerdas vocales, distinguiendo ambas de la letra s, usada para la consonante sonora que se escucha en la pronunciación castellana de mismo o en la pronunciación inglesa de rose. La única diferencia entre ß y ss es que la primera se usa para indicar que la vocal que la antecede es larga o que es un diptongo (como en Edelweiß), mientras que la otra va solo detrás de vocales cortas (como en delicatessen); también se encuentran en los derivados de estas palabras, respectivamente.
Antes de la reforma de la ortografía alemana de 1996, la ß se utilizaba también al final de palabra, aunque fuera precedida por una vocal corta. Por otra parte, ni en Liechtenstein ni en la Suiza de habla alemana se emplea esta letra, sino que se la sustituye por ss.

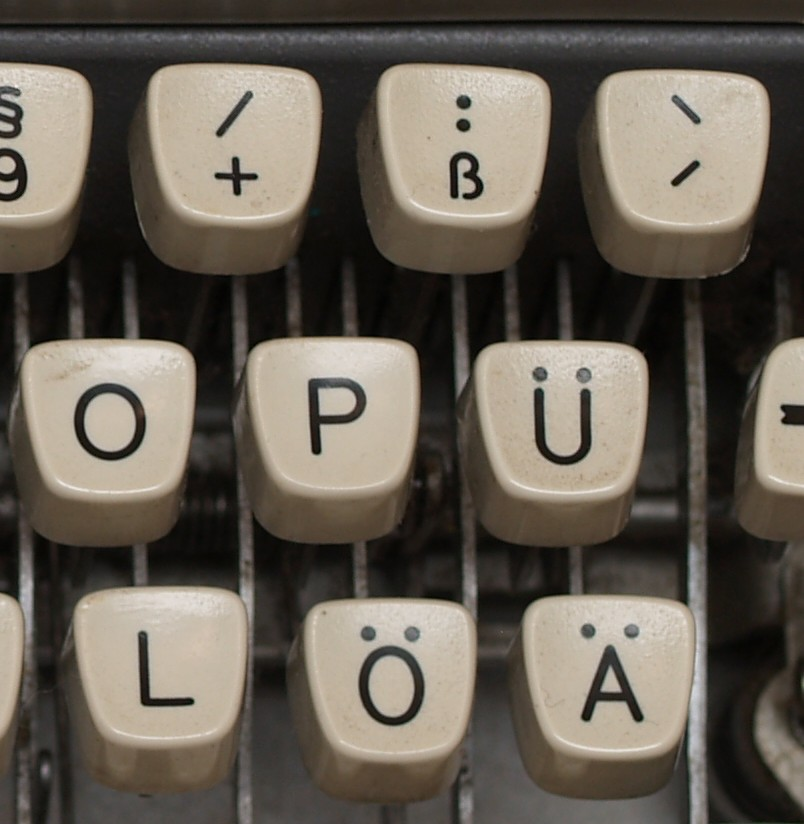
Las teclas ß, Ä, Ö, Ü en una máquina de escribir alemana de 1964.

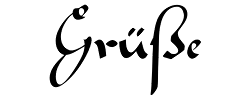
La palabra «Grüße».

## Teclados
En Alemania y Austria, la letra ß está presente en los teclados de ordenadores y máquinas de escribir, normalmente a la derecha de la fila más alta. En otros países, esta letra no aparece en los teclados, pero en muchos sistemas operativos y programas existe una combinación de otras teclas para producirla.
- Microsoft Windows: Alt+225 (o +0223), Ctrl+Alt+S; en algunos teclados, como el US-International también AltGr+S y Ctrl+Shift+S.
- Macintosh: Opción+s, o Alt+b.
- X Window System: AltGr+S o tecla Compose, s, s.
- Emacs: C-x 8 " s.
- GNOME: Ctrl-Mayúsculas-DF o, en la versión de GNOME 2.15 y posteriores, Ctrl-Mayúsculas-U, df.
- Debian GNU/Linux: AltGr+S.
- SUSE Linux: AltGr+S.
- Ubuntu: AltGr+S.
- AmigaOS (usando teclado propio de Amiga): Alt+S.

En el editor de textos Vim y en GNU Screen, el dígrafo de ß es ss.